# 山村美智
山村 美智（やまむら みち、1956年11月5日 - ）は、日本のフリーアナウンサー、女優。元フジテレビアナウンサー。本名、宅間 美智子（たくま みちこ）。旧芸名、山村 美智子（やまむら みちこ）。夫は、元・フジテレビ社員（プロデューサー）で制作会社「（株）サンダーストームエンターテイメント」初代CEOの宅間秋史。

## 略歴
三重県伊勢市の出身で、血液型はB型。小学校卒業後、中高一貫校であるセントヨゼフ女子学園高校から津田塾大学学芸学部英文学科へ進学。大学在学中から女優志望で、大学卒業後は英語の教員になることが内定していたが、それを断って大学4年生の12月にミュージカル劇団「東京キッドブラザース」に入り活動していた。
しかし東京キッドブラザースは理想とは合わず1979年に退団。大学卒業後の1980年、アナウンサーとしてフジテレビに入社。同期入社に、土井尚子（現姓名：坂野尚子。ネイルクイック 実業家）、黒岩祐治（現：神奈川県知事）、亀山千広（前：フジテレビ社長）、松本方哉、横山淳（現：福島テレビ社長）、本間欧彦（現：北海道文化放送常務取締役編成局長）。
フジ時代には、『オレたちひょうきん族』の初代ひょうきんアナウンサーとして、「ひょうきんベストテン」などのコーナーに出演。入社直後でまだレギュラー番組が少なく、焦りを感じ始めていた頃に、当時のアナウンス部長から「『ひょうきんベストテン』のコーナー（でアシスタントを）やらない?」との誘いを受けたことがきっかけで出演を決めたという。同コーナーへの出演により一躍人気となり、一部マスコミから「アイドルアナウンサーの草分け的存在」とも言われるようになった。
1984年、同僚（当時はフジテレビ制作局のプロデューサー）の宅間秋史と結婚。翌1985年に退社後、フリーアナウンサーとして、同局の『FNN DATE LINE』で平日にニュースキャスターを務めていた。後に女優へ転身。2001年には、芸名を山村美智子から山村美智に改めた。
2002年と2003年には、『私とわたしとあなたと私』という二人芝居の脚本を執筆。自身の主演・演出による舞台作品として、実際に上演された。2003年には新宿シアタートップスで上演されていて、吉川ひなのを相手役に迎えている。
2003年から2008年まで、ニューヨークに滞在。2007年には、『私とわたしとあなたと私』の英語版に当たる『I and Me & You and I』が、オフ・ブロードウェイのブリーカーズ劇場で上演された。日本人が日本語で執筆したオリジナルの脚本を英語に翻訳したうえで、舞台作品としてオフ・ブロードウェイで上演した事例は初めてで、アメリカ人からも現地在住の日本人からも絶賛された。上演前に親友の深浦加奈子に相談していた事を自身のブログ内で語っている。2009年の帰国を機に、日本での女優業を再開。

## 人物

### 子供時代
伊勢市で建設会社を営む父と専業主婦の母の3人家族だったが、3歳の頃に父が亡くなり会社が倒産。小さな一軒家に引っ越した後キッチンを除く1階を人に貸して2階の一間で母と暮らし始め、ほどなくして保険の外交員となった母に育てられる。
幼少の頃は、気弱な性格で体も弱く幼稚園を休みがちだった。人生で初めて演じた役は、幼稚園の学芸会で演じた『白雪姫』の白雪姫を案内するうさぎの役。セリフは一言だけだったが、本人は後年「演じてすごく嬉しかったのを鮮明に覚えています」と回想している。
小学生になるとテレビドラマを見ては女優に憧れを持つようになり、国語の朗読が好きになった。制服に憧れて中学からセントヨゼフ女子学園に進学し、演劇部に入部。高校1年生の時に上演した『クリスマスキャロル』で主役のスクルージ役を演じ、脚本と演出もこなした。大勢の生徒たちの前で演じる楽しさと、シスターからも好評価を得て芝居に対する喜びを感じ、本格的に女優を目指すようになる。

### 大学時代
上京を決意して津田塾大学に進学し、小平市のキャンパス内にある学生寮で暮らし始めた。同時期から一橋大学との劇団サークル・劇団己疑人(コギト)に入団し、演劇漬けの日々を送る。しかし、その後東大の学園祭で野田秀樹の芝居を観て衝撃を受け、才能の差を感じてしまい女優を諦めようとする。4年生になった頃に教師になることを決めて、母校の校長に志願する手紙を書いて内定をもらった。
残りの大学生活は、観客として芝居を楽しもうと東京キッドブラザースの公演を観に訪れた。するとチケット売り場に現れた劇団主宰の東由多加から、直々に「あなた、女優になりませんか？」と誘われた。これにより女優活動を続けることを決め、母に「一年だけ」との条件で芝居を続けることを許された。
1978年12月に同劇団の稽古に加わり、同年末の公演に参加し(一般の女優としての)初舞台は日本武道館だった。ちなみに大学3年生から国立駅近くの四畳半のアパートで暮らしながら家庭教師のバイトをし、大学院浪人中の恋人と付き合っていた。
その後母と約束した1年が来て同劇団を退団。

## エピソード
「ひょうきんベストテン」では、元ネタになった『ザ・ベストテン』（TBS）における黒柳徹子の司会振りを参考に、黒柳のパロディを交えながら進行していた。当時（1980年代）の放送局では社員である女性アナウンサーにスタイリストを付けていなかったため、収録には山本寛斎などの衣装を借りて出演。衣装を汚さないよう留意していたものの、エンディングで放送されていた「ひょうきん懺悔室」（収録中にNGを出してしまった出演者やミスを犯したスタッフがブッチー武者扮する神様の前でNGやミスを懺悔させられるコーナー）で（「反省が足りない」と判断されて）水を容赦なく被らされた時には、着用していた衣装を自腹で買い取ったという。宅間との結婚直後に臨んだ『ひょうきん族』の収録では、NGやミスを犯していなかったにもかかわらず「ひょうきん懺悔室」へ出演させられたが、番組終了後の2021年に臨んだインタビューでは「今となってはいい思い出です」と語っている。『ひょうきん族』での芸人たちによるイジリや掛け合いでは、本人は「それまで舞台で培われた度胸や臨機応変さで何とか乗り切れた」としている。
なお、フジテレビ退社後の1986年6月からは、本格的な音楽番組である『ロッテ　歌のアルバムNOW』（TBS）で1年3ヶ月にわたって司会を担当。同局が延べ20年以上制作してきた『ロッテ　歌のアルバム』シリーズの歴史を締めくくる役割を果たした。
『FNN DATE LINE』では初回（1987年10月1日）から平日版のキャスターを務めていたが、同年11月16日放送分での担当を最後に、わずか1ヶ月半で降板を余儀なくされた。降板をめぐっては、「11月16日の放送で三原山噴火関連のニュースを伝えた際に、『あんな島に住まなければいいのに』と発言したことが原因」とされる見解が当初から広まっているが、本人は後年のインタビューでこの見解を明確に否定。「実際の放送では『あんな島に住まなければいいと言う人もいますが、生活されている方にとっては、大切な故郷ですから』と言っていたにもかかわらず、前段の部分だけが切り取られる格好で広まってしまった」と述べている。
アルベルト・ザッケローニと内田篤人の存在をきっかけにサッカーにのめり込み、日本代表の試合を観戦するため海外まで訪れている。2014年にはブラジルW杯の日本対コロンビア戦を現地観戦、2017年にはW杯アジア最終予選・UAE対日本戦をUAEで現地観戦した。
一人っ子で、3歳の時に実父を亡くしてからは、宅間と結婚するまで実母と2人で暮らしていた。実母に認知症が現れてからは、実母を看護施設に預けながら、女優業の合間を縫う格好で看護に努めている。さらに、夫の宅間が食道ガンに罹患していることが2019年に判明してからは、13回にわたる宅間の入退院にも立ち会った。宅間も一人っ子であったが、1年半もの闘病生活を経て、2020年12月18日に65歳で永眠。宅間との間に実子はおらず、実母の看護については、宅間を看取ってからも一人で続けている。その一方で、2021年10月27日には、結婚生活や宅間の闘病中でのエピソードを綴った『7秒間のハグ』というエッセイが幻冬舎から刊行された。

## 出演

### フジテレビアナウンサー時代
- オレたちひょうきん族（「ひょうきんベストテン」初代サブ司会・1981年10月 - 1985年3月）

### フリーランス時代
| 期間          | 期間           | 番組名                        | 役職       | 担当日 |
| ------------- | -------------- | ----------------------------- | ---------- | ------ |
| 1986年6月1日  | 1987年9月27日  | ロッテ 歌のアルバムNOW（TBS） | MC         | 日曜日 |
| 1987年10月1日 | 1987年11月16日 | FNN DATE LINE（フジテレビ）   | キャスター | 平日   |

### テレビドラマ
NHK
- 家族注意報!（1996年、総合） - 秋吉
- ズッコケ三人組（1999年、教育） - 北里竹子
- 蝉しぐれ（2003年、総合） - 小柳ます
- 連続テレビ小説（総合）
  - 天花（2004年） - 篠田しのぶ
- 大河ドラマ（総合）
  - 功名が辻（2006年） - 大蔵卿局
  - 龍馬伝（2010年） - 「引田屋」の女将
- セカンドバージン（2010年、総合） - 那須田由紀子
- 激流〜私を憶えていますか?〜（2013年、総合）

日本テレビ
- 恋も2度目なら（1995年） - 土屋ハルミ
- 離婚シンドローム（2010年） - 伊藤光俊の母
- 火曜サスペンス劇場
  - 「弁護士・朝日岳之助17」（2002年） - 江口礼子

TBS
- かけおち通り（1988年） - 矢吹妙子
- 湘南ペンション通り（1991年）
- 天使のように生きてみたい（1992年） - 土屋
- 徹底的に愛は…（1993年） - 有吉三和
- 人間・失格〜たとえばぼくが死んだら（1994年） - 武藤妙子
- 私の運命（1994年 - 1995年） - 湯本晶子
- あなたの人生お運びします!（2003年） - 吉田浩美
- 幸せになりたい!（2005年） - 大貫社長
- ダメな私に恋してください（2016年） - 南環
- 恋する母たち（2020年） - 高根豊子
- 月曜ドラマスペシャル
  - 「ハロー張りネズミ」（1996年） - 長田節子
- 月曜ミステリー劇場
  - 「ホステス探偵危機一髪6」（2004年） - 角倉冴子

フジテレビ
- 意地悪ばあさん（1982年） - 村山アナウンサー
- おまかせください（1982年　- 1983年） - 伊藤京子
- マザコン刑事の事件簿（1983年）
- アナウンサーぷっつん物語（1987年） - 一柳ますみ
- 現代恐怖サスペンス「ホラーペンション」（1987年）
- オトコだろッ!（1988年）
- 魔法少女ちゅうかないぱねま!（1989年） - いぱねまの母
- その灯は消さない（1996年）
- ナースのお仕事（1996年） - 松原君子
- ひとつ屋根の下（1997年） - 南雲真理子
- タブロイド（1998年） - 長田美奈

テレビ朝日
- 特捜最前線（1985年） - 西岡さくら
- 女事件記者立花圭子（1992年） - 大里記者
- いちご白書（1993年） - 田中俊子
- アンタッチャブル〜事件記者・鳴海遼子〜（2009年） - 山村リポーター
- 相棒（2011年） - 西尾詠子
- 土曜ワイド劇場
  - 「デパート仕掛け人!天王寺珠美の殺人推理4」（2010年） - 南志保

テレビ東京
- 水曜ミステリー9
  - 「松本清張特別企画・渡された場面」（2005年）
- 春さらば（2009年） - 浜崎静江
- 孤独のグルメ Season1 第1話 （2012年1月5日） - カフェの店長
- 松本清張ミステリー時代劇第5話　大黒屋（2015年） - おくま
- 僕らプレイボーイズ 熟年探偵社（2015年） - 山村春子
- 山本周五郎時代劇 武士の魂（2017年） - 乳母・かね

WOWOW
- 贖罪（2012年） - 小川真由・由佳の母

### 映画
- 星くず兄弟の伝説（1985年：手塚眞監督）
- クレイジーボーイズ（1988年：関本郁夫監督） - 電車のOL
- バタアシ金魚（1990年：松岡錠司監督） - カヨ
- おしまいの日。（2000年：君塚匠監督） - 山口良子
- バトル・ロワイアル（2000年：深作欣二監督）- レポーター
- かまち（2003年：望月六郎監督） - 角田治子
- さよなら、クロ（2003年：松岡錠司監督） - 木村光枝
- オモヒノタマ〜念珠（2003年：岡野正広監督）- 恭子
- Mayu -ココロの星-（2007年：松浦雅子監督）
- 贖罪（2012年：黒沢清監督）- 真由・由佳の母
- ソラから来た転校生（2013年：近藤勇一監督）- マコトの母
- ジョバンニの島（2014年：西久保瑞穂監督）- 声の出演
- ルート４２（2014年：瀬木直貴監督）
- いつかの、玄関たちと、（2014年：勝又悠監督）
- ゆめはるか（2014年：五島利弘監督） - 遥の母[16]
- クハナ！（2016年：秦建日子監督）- 西田一子
- ヴァンパイアナイト（2017年：山嵜晋平監督）
- 三十路女はロマンチックな夢を見るか？（2018年：山岸謙太郎監督）- 赤城香奈恵
- 今はちょっと、ついてないだけ（2022年：柴山健次監督）
- GOLDFISH　（2023年：藤沼伸一監督） - 原田京子
- THE RIGHTMAN 正義の男（2025年：宅間孝行監督）[17]

### 舞台
- Stepping Out （2001年7月11日〜7月22日　博品館劇場：リチャード・ハリス脚本、竹邑類演出・振付）- アンディ
- 未婚の女　（2023年10月18日〜10月22日　銕仙会能楽研修所：エーヴァルト・パルメツホーファー作、深作健太演出）- 老齢の女

### バラエティ
- クイズ!!ひらめきパスワード（毎日放送） - 解答者
- 5時に夢中!（2010年10月22日、TOKYO MX） - ゲストコメンテーター
- 開運!なんでも鑑定団（2010年12月21日、テレビ東京） - ゲスト
- 超豪華!!スタア同窓会（2011年4月5日、日本テレビ）
- PON!（2012年9月3日 - 11月30日、日本テレビ） - 産前産後休業のDJ MICKEY（坂上みき）に代わり、『DJ michi』として代理出演した。
- ネプリーグ（2017年6月26日・7月31日、フジテレビ）

### トーク番組
- 徹子の部屋（2022年2月9日、テレビ朝日）

### 劇場アニメ
- ジョバンニの島（2014年） - 老婆、老生徒J塚本

### ラジオ
- 三重・津発深夜便（2011年12月17日収録・2012年1月28日放送　NHK津放送局）

川越町での公開収録「深夜便の集い」において「生きることは旅すること」と題して講演を行った。
- b-monster～二世姉妹社長の反骨radio（2021年4月1日-2021年12月31日　アール・エフ・ラジオ日本）

## メディア

### 音楽
シングル「Be Smiling〜ブッシュマン・ソング〜」
- 作詞・作曲：伊藤薫／編曲：松井忠重
- 1983年2月、ポニーキャニオンから発売。
- 洋画「ミラクル・ワールド ブッシュマン」イメージソング。
- フジテレビの子供番組『ひらけ!ポンキッキ』でも放送。山村の仕事風景と「ブッシュマン」のワンシーンが映像に使用された。

### 書籍
- 7秒間のハグ（幻冬舎、2021年10月27日発売） ISBN 9784344038752